# Денежный документ
Де́нежный докуме́нт (денежные документы) — 1) документ, показывающий движение денежных средств. С помощью денежных документов учитываются кассовые и банковские операции. 2) документ, владельцу которого предстоит получить по нему денежные суммы, или приобретаемый документ, предоставляющий определённые, впоследствии используемые права.

## Определение
Денежные документы — документы, приобретённые и хранящиеся в организации и имеющие некоторую стоимостную оценку. Расчёты по их приобретению между сторонами уже произведены, а услуги, которые с помощью этих документов могут быть получены, ещё не оказаны.

## Денежный документ в России

### Виды денежных документов
Согласно «Плану счетов бухгалтерского учета» к денежным документам относятся:
- почтовые марки;
- марки государственной пошлины;
- вексельные марки;
- оплаченные авиабилеты;
- страховой полис;
- и другие денежные документы.

Кроме выше указанных, согласно п. 3.40 «Методических указаний по инвентаризации имущества и финансовых обязательств» и п. 169 «Единого плана счетов бухгалтерского учета для органов государственной власти» к денежным документам относят:
- оплаченные талоны на бензин и масла, на питание и т.п.;
- оплаченные путевки в дома отдыха, санатории, турбазы;
- полученные извещения на почтовые переводы;
- конверты с марками;
- и другие денежные документы.

В другие денежные документы принято относить:
- карты предоплаты[3];
- подарочные сертификаты (подарочные карты)[4].

### Почтовая марка
Почтовая марка — специальный знак почтовой оплаты, выпускаемый и продаваемый национальными (и иными) почтовыми ведомствами и обладающий определённой номинальной стоимостью (номиналом). Служит для облегчения сборов за пересылку предметов (отправлений), осуществляемых почтой. Франкирование этим знаком, то есть маркирование отправления (наклейка на него марки), свидетельствует о факте оплаты услуг почтового ведомства (прежде всего — пересылки и доставки корреспонденции: писем, открыток и т. п.). Обычно марка представляет собой листок бумаги небольшого размера, преимущественно прямоугольной формы, как правило, с зубцовкой и клеем, нанесённым на оборотную сторону. Помимо номинала, на марках может указываться наименование почтовой администрации, их выпустившей; зачастую на ней изображены различные символы, декоративные элементы и рисунки.

### Учёт движения денежных документов
Согласно Плану счетов бухгалтерского учета на субсчете 50-3 «Денежные документы» ведётся учет движения денежных документов, которые учитываются в сумме фактических затрат на приобретение. Аналитический учет денежных документов ведется по их видам. По дебету счета 50-3 «Денежные документы» отражается поступление денежных документов в кассу организации, а по кредиту отражается их выдача. Однако, в бухгалтерском балансе их стоимость не включается в показатель строки «Денежные средства и денежные эквиваленты», они отражаются по строке 1230 «Дебиторская задолженность».
Согласно пп. 169—172 «Единого плана счетов бухгалтерского учета для органов государственной власти» денежные документы хранятся в кассе организации. Приём в кассу и выдача из кассы таких документов оформляются «Приходными кассовыми ордерами» и «Расходными кассовыми ордерами», которые регистрируются в «Журнале регистрации приходных и расходных кассовых документов» отдельно от приходных и расходных кассовых ордеров, оформляющих операций с денежными средствами. Учет операций с денежными документами ведется на отдельных листах «Кассовой книги организации». Аналитический учет денежных документов ведется по их видам в «Карточке учета средств и расчетов». Учёт операций с денежными документами ведется в «Журнале по прочим операциям» на основании документов, прилагаемых к «Отчётам кассира».

### Аудит учета денежных документов
Находящиеся в кассе организации почтовые марки и другие денежные документы учитываются в соответствии с Инструкцией по применению Плана счетов бухгалтерского учёта финансово-хозяйственной деятельности организаций, утверждённой приказом Министерства финансов РФ от 31.10.2000 № 94н, на счёте 50 «Касса», субсчёте 50-3 «Денежные документы». Денежные документы учитываются в сумме фактических затрат на приобретение. Аналитический учёт денежных документов ведётся по их видам. Учёт приобретения и расходования почтовых марок может производиться на основании журнала учёта приёма и выдачи денежных документов, который организации могут вести в произвольной форме.
В соответствии с п. 2 ст. 9 Федерального закона от 06.12.2011 № 402-ФЗ «О бухгалтерском учете» первичные учётные документы, форма которых не предусмотрена в альбомах унифицированных форм первичной учётной документации, должны содержать следующие обязательные реквизиты:
- наименование документа;
- дата составления документа;
- наименование экономического субъекта, составившего документ;
- содержание факта хозяйственной жизни;
- величина натурального и (или) денежного измерения факта хозяйственной жизни с указанием единиц измерения;
- наименование должности лица (лиц), совершившего (совершивших) сделку, операцию и ответственного (ответственных) за её оформление, либо наименование должности лица (лиц), ответственного (ответственных) за оформление свершившегося события;
- подписи лиц, с указанием их фамилий и инициалов либо иных реквизитов, необходимых для идентификации этих лиц.

Следовательно, журнал учёта приёма и выдачи денежных документов, форма которого устанавливается организацией, должен содержать вышеуказанные реквизиты.
Операции по выдаче денежных документов оформляются записью в журнале учёта приёма и выдачи денежных документов. Первичные документы, на основании которых производятся бухгалтерские записи на субсчёте 50-3, не отражаются в кассовой книге.
.

### Инвентаризация денежных документов
Инвентаризацию (ревизию) кассы проводит комиссия, назначенная приказом руководителя организации. Приказ на ревизию кассы составляется по унифицированной форме № ИНВ-22. По результатам инвентаризации составляется акт унифицированной формы № ИНВ-15. При инвентаризации ценных бумаг и бланков строгой отчётности заполняется инвентаризационная опись унифицированной формы № ИНВ-16. Унифицированные формы, которыми оформляются проведение и результаты инвентаризации утверждены Постановлением Госкомстата РФ от 18.08.1998 № 88. Различают инвентаризации плановые, внезапные и инвентаризации, проводимые в соответствии с требованиями законодательства. Порядок и сроки проведения плановых и внезапных инвентаризаций устанавливаются организацией, индивидуальным предпринимателем самостоятельно (п.1.11 Положения о порядке ведения кассовых операций, утверждённый Банком России 12.10.2011 № 373-П). Руководитель организации (индивидуальный предприниматель) утверждает график проведения плановых инвентаризаций. Этот график составляется, как правило, главным бухгалтером. Плановые ревизии кассы обычно проводятся в начале первого рабочего дня каждого месяца. В этот день также снимаются остатки денежных средств в операционных кассах организации. Внезапные проверки кассы также включаются в график проведения проверок с указанием только квартала, в котором планируется провести такие проверки. Конкретная дата определяется в день проведения внезапной проверки. При наличии денежных документов в кассе они должны быть пересчитаны и переписаны по видам.
.